# Ukrajinski vijenac
Ukrajinski vijenac (ukrajinski: вінок, vinok) je vrsta vijenca, koji u tradicionalnoj ukrajinskoj kulturi, nose djevojke i mlade neudane žene.
Vijenac je dio tradicije, koja seže do starih istočno-slavenskih običaja koji prethode pokrštavanju Rusa. Cvjetni vijenac ostaje dio ukrajinske narodne nošnje, a nosi se u svečanim prigodama i na blagdane.
U pretkršćanskim vremenima, mislilo se, da vijenac štiti djevojke od zlih duhova. Kasnije se promijenilo značenje. "Izgubiti vijenac" u narodnim pjesmama i običajima znači da djevojka postaje žena.
Cvjetovi, koji se koriste za vijenac su uglavnom svježi, papirnati ili voštani te su pričvršćeni na tvrd papir. Vijenac varira u mnogim regijama Ukrajine, ali svuda je imao isto simboličko značenje. Raznobojne, vezene vrpce se obično nalaze na leđima iza vijenca. 
Tijekom ukrajinskih svadbenih svečanosti, vijenac zamijenjenuje očipok, vrsta marame, koju su ukrajinske žene nosile do kraja svog života.
Vijenac danas nose tradicionalni ukrajinski plesači u folklornim društvima.